# Filip Balaj
Filip Balaj (* 2. srpna 1997, Zlaté Moravce, Slovensko) je slovenský fotbalový útočník a mládežnický reprezentant, od února 2018 hráč klubu MŠK Žilina.

## Klubová kariéra
- TJ AC NOVAN Nová Ves nad Žitavou (mládež)[1]
- Vráble (mládež)[1]
- FC Nitra (mládež)
- FC Nitra 2014–2018
- MŠK Žilina 2018–

Filip Balaj debutoval v seniorské kopané v dresu FC Nitra.

21. srpna 2016 v utkání 2. slovenské ligy FK Pohronie – FC Nitra přispěl hattrickem k debaklu domácího týmu 1:6. V sezóně 2016/17 pomohl Nitře 20 góly k postupu do nejvyšší slovenské ligy.

Začátkem února 2018 přestoupil z Nitry do jiného slovenského prvoligového klubu MŠK Žilina, kde podepsal kontrakt na 3,5 roku. Měl nabídku na přestup i z týmu DAC Dunajská Streda.

## Reprezentační kariéra
Nastupoval v mládežnických reprezentačních výběrech Slovenska U18 a U19. Ve slovenské reprezentaci U21 debutoval 9. listopadu 2016 pod trenérem Pavlem Hapalem v přípravném utkání proti skotské jedenadvacítce a gólem přispěl k výhře 4:0.